# فردریک برنر
فردریک برنر (انگلیسی: Frédéric Brenner؛ زادهٔ ۱۹۵۹) عکاس اهل فرانسه است.